# 창당준비위원회
창당준비위원회(創黨準備委員會)는 정당 창당을 준비하는 법적인 조직이며, 창당준비위원회 결성에 앞서 사전 준비를 담당하는 조직을 창당주비위원회(創黨籌備委員會)라고 한다. 창당준비위원회는 합당의 주체가 될 수 없으므로 창당준비위원회와 기존 정당이 합치려면 형식적으로 창당을 한 뒤에 합당을 하거나 창당준비위원회의 발기인들이 개별적으로 정당에 입당하고나서 창준위를 해산하면서 재산을 정당에 이관해야한다. 